# Giuseppe Nogara
Giuseppe Nogara (1872-1955) est un archevêque d'Udine. Il est le frère de Bernardino Nogara.

## Biographie
Né le 26 juin 1872 à Bellano, une commune de la province de Côme, il décide très tôt d'embrasser la vocation religieuse et est le condisciple de Luigi Maria Olivares (it), futur évêque de Sutri (it) et Nepi (it) et vénérable de l'Église catholique, pendant ses années au petit séminaire de Monza, puis au séminaire pontifical lombard, où il obtient une licence en philosophie et en théologie. Il est ordonné prêtre le 4 août 1895 par le cardinal Andrea Carlo Ferrari. 
Le 27 janvier 1928, il est choisi comme archevêque métropolitain de l'archidiocèse d'Udine. Il reçoit l'ordination épiscopale le 25 avril des mains du cardinal Willem Marinus van Rossum, les conconsacrants sont l'archevêque Francesco Marchetti Selvaggiani et l'évêque Giulio Serafini.

## Succession apostolique
Giuseppe Nogara a ordonné les évêques suivants :
- Archevêque Roberto Nogara (1934)
- Archevêque Leone Giovanni Battista Nigris (de) (1938)
- Évêque Emilio Pizzoni (de) (1951)
- Évêque Luigi Cicuttini (de) (1953)